# Советский район (Красноярск)
Сове́тский райо́н — один из районов Красноярска.

## Описание
Район находится на левом берегу Енисея, ниже по течению, чем центральная часть города, и граничит с территорией Центрального района. На территории Советского района находится Красноярский алюминиевый завод. С правым берегом Енисея район связывают автомобильный Октябрьский мост и автомобильно-железнодорожный Коркинский мост.

## Историческая справка
Первоначально территория района входила в состав Центрального района.

## Население
| 1970     | 1979     | 1989     | 2002     | 2009     | 2010     | 2013     |
| -------- | -------- | -------- | -------- | -------- | -------- | -------- |
| 79 179   | ↗117 654 | ↗172 192 | ↗231 696 | ↗255 157 | ↗281 284 | ↗296 393 |
| 2014     | 2015     | 2016     | 2017     | 2021     |          |          |
| ↗303 096 | ↗310 618 | ↗316 391 | ↗323 783 | ↗368 563 |          |          |

## Микрорайоны
- Взлётка
- Северный
- Иннокентьевский
- Зелёная роща
- Солнечный
- Индустриальный

### Индустриальный
Индустриальный — микрорайон (посёлок), расположенный на северной окраине Советского района Красноярска. Включает улицы:
- Жданова
- Дружинников
- Кразовская

В непосредственной близости от посёлка и на его территории находятся крупные промышленные предприятия (в том числе КрАЗ). Из-за плохой экологии постоянное население в посёлке практически отсутствует, инфраструктура не развита. Большинство жилых зданий было снесено к 2003 году. Многие жители Красноярска не знают о существовании посёлка, у других он ассоциируется исключительно с местами лишения свободы. В посёлке, помимо жилых домов, имеются:
- Общежитие
- Две автобусных остановки («Сады» и «ИТК»)
- Три исправительных учреждения (ИК-17, ИК-31, ИК-27 ГУФСИН по Красноярскому краю)
- Учебный центр для подготовки сотрудников ФСИН России

Сообщение с менее отдалёнными районами города осуществляется автобусом № 22 по маршруту ИТК — Спортзал. В настоящее время планируется постройка на территории посёлка мусороперерабатывающих предприятий.

## Общие сведения
- Улиц в районе — 128
- Общеобразовательных школ — 31,
- ВУЗы — 5,
- Лицеи — 3,
- Техникумы — 3,
- ГПУ — 2,
- Колледжи — 3,
- Кадетский корпус,
- Мариинская гимназия,
- Детские дошкольные учреждения — 67.

Протяженность сетей:
- водопроводных — 242, 3 ;
- канализационных — 225,1

Здравоохранение:
- Больниц — 6,
- Поликлиник — 24,

Культура:
- библиотек — 7,
- клубов, ДК — 2,
- музыкальные школы — 3,
- художественные школы — 1,
- музеи — 12,
- выставочный зал — 2.

Физкультура и спорт:
- бассейн — 3,
- стадионы — 1,
- Комплексная спортивная площадка с искусственным льдом — 1,
- Спортивные залы — 52,
- Лыжные базы — 3,
- Хоккейные коробки — 26.

Зарегистрировано:
- предприятий различных организационно-правовых форм — 6040,
- предпринимателей без права образования юридического лица — 13039

Малые архитектурные формы:
- гаражные кооперативы и общества — 245,
- овощехранилища коллективного пользования — 72,
- автостоянки (без ведомственных) — 109,
- автозаправочные станции — 65,
- рынки и торговые ряды — 17,
- торговые павильоны — 526,
- киоски — 220.

Промышленность:
- промышленных предприятий — 23

## Предприятия и организации района
- ОАО «Красноярский алюминиевый завод»
- ОАО «Красноярский металлургический завод»
- ООО «СИАЛ»
- ООО «К и К»
- ООО «ИМАОС»
- ЗАО «Гортехмаш-Заводы»
- ЗАО КФ «Бирюсинка»
- Краевая клиническая больница
- НИИ медицинских проблем севера СО РАМН
- Центр микрохирургии глаза
- ФГУП «Красноярское протезно-ортопедическое предприятие»
- ООО "Группа компаний «Троя»

## Транспорт
В районе расположена станция Красноярск-Северный.